# Давыденко, Елизавета Александровна
Елизаве́та Алекса́ндровна Давыде́нко (12 сентября 1927, с. Качиловка, Кокчетавский уезд, Акмолинская губерния, Киргизская АССР, СССР — 21 августа 2004, Запорожье, Запорожская область, Украина) — металлоткач Запорожского метизного завода, Герой Социалистического Труда (1966).

## Биография
Родилась 12 сентября 1927 года в селе Качиловка Кокчетавского уезда Акмолинской губернии Киргизской АССР (в 2015 году село упразднено; располагалось в Айыртауском районе Северо-Казахстанской области, Казахстан) в семье крестьян. По национальности русская.
В 1941—1950 годах работала на Магнитогорском метизном заводе, в 1950 году переехала в Запорожье, в следующем году устроилась на работу металлоткачом Запорожского метизного завода Министерства чёрной металлургии Украинской ССР.
Указом Президиума Верховного Совета СССР от 22 марта 1966 года «за выдающиеся успехи, достигнутые в развитии чёрной металлургии» удостоена звания Героя Социалистического Труда с вручением ордена Ленина и золотой медали «Серп и Молот».
Трудилась металлоткачом до выхода на пенсию в 1978 году. Жила в городе Запорожье, где умерла 21 августа 2004 года.
Награждена орденом Ленина (22.03.1966), медалями.